# Pedra de tartera
Pedra de tartera és una novel·la en català escrita per Maria Barbal el 1984, el seu debut, i que amb Mel i metzines i Càmfora forma part de l'anomenat cicle del Pallars de Barbal, el seu cicle novel·lístic amb el Pallars com a punt de referència. Al llarg dels anys se n'han venut més de 200.000 exemplars, i s'ha traduït a tretze llengües, incloent el romanès, l'hebreu o l'eslovè, entre d'altres. Només la versió en alemany va vendre 100.000 exemplars de l'obra.
Amb motiu del 25è aniversari de la publicació, el 2010 El Celler d'Espectacles i el TNC van coproduir una versió teatral de l'obra. L'adaptació fou feta per Marc Rosich. Dirigida per Lurdes Barba i protagonitzada per Àurea Márquez i Eduard Muntanda. Pel 30è aniversari de l'obra, Columna Edicions la reedità amb una edició especial de l'autora.

## Títol
Maria Barbal dona a entendre que el títol del llibre és Pedra de tartera, ja que així és com se sent la Conxa, la protagonista, no té decisió pròpia, els altres sempre decideixen per ella. Si algú diu que faci alguna cosa ho farà, però si ningú diu res, es quedarà on era.

## Sinopsi
Pedra de tartera explica en primera persona la vida d'una dona, Conxa, que, ja gran i lluny dels paratges que la van veure néixer i on ha passat la major part de la seva vida, refà la seva trajectòria vital en una mena de memòries que recullen, en tres parts, tres estadis vitals de la protagonista. Ambientada al Pallars, i en el període històric que va des de començaments de segle fins als anys seixanta, la vida de Conxa es veu fortament marcada pels esdeveniments històrics (l'adveniment de la República, la Guerra civil espanyola, els primers anys del franquisme) d'una banda i, en un altre pla, per les característiques pròpies del seu entorn (la pobresa de la família, el fet de sentir-se forastera a casa dels oncles, la dependència envers els oncles, després del marit i després dels fills i també pel sistema patriarcal en què s'estructura la societat rural on viu)

## Argument
Aquest llibre narra la història de Conxa la qual als tretze anys es veu obligada a anar a viure amb els seus tiets a Pallarès per ajudar-los amb la feina de la casa i del camp perquè ja eren vells i no tenien cap descendència que els pogués ajudar. Allà en festes del poble en un ball, coneix en Jaume, fill del ferrer de Sarri, que posteriorment es converteix en el seu marit. En total tenen tres fills: dues nenes, l'Elvira i l'Angeleta; i un nen, en Mateu.
Una mica després el seu tiet es mor. Després que en Jaume sigués jutge de pau, comença la guerra civil, les tropes franquistes entren i busquen a tots aquells que havien donat suport a la República; aleshores van a buscar en Jaume, se l'emporten i el maten. La Conxa i les seves filles passen cinc mesos a la presó, mentre en Mateu es va quedar amb la Delina a casa seva. Al tornar a casa, la Conxa es troba amb el seu fill petit més gran i que ha crescut molt, i la Delina que li diu que en Jaume ha mort. 
La seva filla gran, l'Elvira, es casa amb un noi ben plantat i deixa de dependre del camp i de treballar-hi per poder viure. Té dos fills, el gran que es diu Ramon i la petita que s'anomena Rita. La filla mitjana de la Conxa, l'Angeleta, es casa amb un noi pagès per tant segueix vivint en una situació econòmica normal i sense deixar de treballar en el camp, aquesta té un fill que es diu Agustí. Després d'uns quants anys mor la tia de cop, quan ningú s'ho esperava. Bastant més endavant, en Mateu es casa amb una xicota, la qual, després de tenir el seu primer fill, en Jaume, es comença a trobar malament i han de començar a venir metges a casa seva. 
Al final tota la família decideix anar a viure a Barcelona, on podran ser prop dels metges que el cuiden i viuran conjuntament en una porteria amb la mare, la Conxa. 

## Personatges
- Concepció: És la protagonista i narradora de la història. El seu veritable nom és Concepció, però des de petita li diuen Conxa perquè és més curt. Es tracta d'una noia molt prima i maca. És la cinquena de sis germans i com que no tenen diners l'envien a viure amb la seva tia. És una noia reservada i tímida que no contradiu mai als seus oncles per no falta'ls-hi el respecte, no sap dir que no a res i mai destorba a ningú. No li importa treballar si cal perquè considera que els oncles necessiten la seva ajuda i que és el mínim que pot fer per ells després que l'hagin acollit a casa seva. Se sent unida als oncles i sobretot a tia.
- Tia: Es diu Encarnació, però la Conxa sempre li diu tia. És una dona de caràcter fort i segura de si mateixa, té molt geni i és la mestressa de casa. Ja és gran per tenir fills i la Conxa se'n va a viure a casa seva per donar-los un cop de mà en les terres. És feinera i estalviadora, però s'estima a la Conxa com si fos filla seva. No ho demostra massa, però té un afecte especial per ella.
- Oncle: És el marit de tia i es diu Ramon tot i que, com a tia, Conxa li diu oncle. És un home més gran que tia i molt callat. Per a ell tan sols existeix la rutina de les terres i el bestiar. És un home murri, de poques amistats i relacions, però treballador i gens fatxenda, per tant, tampoc té enemistats. Ho deixa tot en mans de tia excepte la direcció de les feines del camp i els tractes per raó del bestiar que se'ls reserva per a ell.
- Jaume: És el fill del ferrer de Sarri, ell i la Conxa es coneixen un dia per casualitat. Té un somriure lluent, és més baix del que sembla perquè està molt prim, té el cabell castany fosc i una mica ondulat. El seu front és ample, té uns ulls petits, la boca no molt gran però sempre somriu. És el segon de dos germans treballador i espavilat fa de paleta i fuster. Ell i la Conxa s'enamoren i aconsegueixen casar-se.
- Elvira: L'Elvira és la gran dels tres fills que tenen la Conxa i el Jaume. És una noia dolça i llesta com una guineu. Dels tres germans és la que més s'assembla al pare, és molt treballadora. És petiteta, té els cabells castanys i ondulats. Els ulls són de color de mel i la pell de la cara està tota pigada amb una boca de llavis prims.
- Angeleta: És la segona filla de la Conxa i el Jaume. No té tanta empenta com l'Elvira i se l'ha de manar més, però és molt treballadora i dòcil. Té el cabell arrissat i els ulls petits. És una noia quieta, tranquil·la, agradosa, bonica i treballadora.
- Mateu: És el tercer i més petit dels fills del Jaume i la Conxa, l'únic noi. És treballador, com el seu pare. És bondadós i alegre una mica massa prim, però fort té els cabells arrissats i castanys, ulls grossos, un nas llarg i una boca fina. A causa del seu casament canvia de caràcter i passa de ser un noi reposat i alegre a ser més seriós.
- Delina: La Delina és la millor amiga de la Conxa. És una minyona alegre i valenta no s'amaga de res. El seu germà vol ser capellà i li diu que ella serà la seva majordoma i que se n'ocuparà de tot. Quan sap això la Delina decideix que no es casarà mai perquè tots els homes són iguals i que la passió els dura només quatre dies.

## Espais
- L'Ermita : L'Ermita és un poblet petit on vivia la Conxa fins que se'n va anar a viure a Pallarès amb els seus oncles. Allà s'hi desenvolupa poca part de la història perquè comença quan ella marxa cap a casa dels oncles per tant només surt al principi de la història.
- Pallarès : Pallarès és un poble una mica més gran que l'Ermita on viuen els oncles de la Conxa i on viurà ella durant molts anys de la seva vida i els més feliços també. Allà es casa amb el Jaume i té els seus tres fills que creixen en aquell poble, per tant forma part important de la vida de la Conxa.
- Barcelona : Barcelona és admirada per molts d'ells per diferents motius com ara el Jaume que el preocupa el futur del país i la justícia i vol visitar Barcelona per sentir-se més a prop de tots aquells que governen.

La Conxa també hi arriba a anar, però molt més endavant, quan el seu fill, el Mateu, ja és casat i té un fill. La dona d'ell està malalta i decideixen anar-se'n a viure a Barcelona i la Conxa se n'hi va amb ells. Ella veu Barcelona com alguna cosa trista, solitària, que alhora que estàs envoltat de gent veus que ningú et coneix, ni et parla o es fixa en tu. En definitiva, per a la Conxa, Barcelona tan sols és l'últim graó abans del cementiri.

## Època
La història transcorre al llarg del segle xx. Tot i no trobar cap data explícita en relació amb l'edat de la protagonista, quan arriba la República i després la Guerra Civil, la Conxa és una dona adulta que està casada i ha tingut ja els seus tres fills. Al llarg de la història passen tres fets molt importants en la societat, que són: l'adveniment de la República; l'esclat de la Guerra Civil, com en Jaume ha estat jutge de pau de Pallarès i militant d'Esquerra Republicana, el detenen i posteriorment l'afusellen mentre detenen i empresonen a la Conxa i les seves dues filles en un camp de concentració d'Aragó; i la postguerra, amb l'edat adulta i vellesa de la Conxa.

## Premis i reconeixements
- 1984 - Premi Joaquim Ruyra
- 1985 - Premi Joan Creixells